# أولاد امبارك (بني شكدال)
أولاد امبارك هو دُوَّار يقع بجماعة بني شكدال، إقليم الفقيه بن صالح، جهة بني ملال خنيفرة في المملكة المغربية. ينتمي الدوّار لمشيخة بني شكدال التي تضم 10 دواوير. يقدر عدد سكانه بـ 1063 نسمة حسب الإحصاء الرسمي للسكان والسكنى لسنة 2004.

## روابط خارجية
- البوابة الوطنية للجماعات الترابية
- المندوبية السامية للتخطيط